# Morellia micans
Morellia micans är en tvåvingeart som först beskrevs av Macquart 1855.  Morellia micans ingår i släktet Morellia och familjen husflugor. Inga underarter finns listade i Catalogue of Life.